# Rally de La Coruña de 2000
El Rally de La Coruña de 2000, oficialmente 18.º Rallye Internacional de La Coruña, fue la decimoctava edición, la novena cita de la temporada 2000 del Campeonato de España de Rally y la trigésimo séptima cita del Campeonato de Europa de Rally. Fue también puntuable para la Copa Clio. Se celebró del 8 al 10 de septiembre y contó con un itinerario de catorce tramos que sumaban un total de 232 km cronometrados.

## Itinerario
| Día   | Tramo | Nombre                     | Distancia | Hora  |
| ----- | ----- | -------------------------- | --------- | ----- |
| Día 1 | TC1   | Ponte do Porco-Villozás    | 14.62 km  | 10:16 |
| Día 2 | TC2   | Monfero                    | 21.42 km  | 10:51 |
| Día 2 | TC3   | Ferreira                   | 21.11 km  | 12:47 |
| Día 2 | TC4   | O Castelo-Villar de Mouros | 15.79 km  | 13:33 |
| Día 2 | TC5   | Ponte do Porco-Villozás    | 14.62 km  | 15:52 |
| Día 2 | TC6   | Monfero                    | 21.42 km  | 16:27 |
| Día 2 | TC7   | Ferreira                   | 21.11 km  | 18:23 |
| Día 2 | TC8   | O Castelo-Villar de Mouros | 15.79 km  | 19:09 |
| Día 3 | TC9   | Rus                        | 7.23 km   | 09:43 |
| Día 3 | TC10  | Meirama-Xailo              | 21.11 km  | 10:20 |
| Día 3 | TC11  | Soandres                   | 14.76 km  | 10:58 |
| Día 3 | TC12  | Rus                        | 7.23 km   | 12:25 |
| Día 3 | TC13  | Meirama-Xailo              | 21.11 km  | 13:02 |
| Día 3 | TC14  | Soandres                   | 14.76 km  | 13:40 |

## Clasificación final
| Pos. | Piloto                | Copiloto           | Automóvil                 | Tiempo  | Diferencia |
| ---- | --------------------- | ------------------ | ------------------------- | ------- | ---------- |
| 1.   | Salvador Cañellas Jr. | Carlos del Barrio  | SEAT Córdoba WRC          | 2:25:51 | 0.0        |
| 2.   | Luis Monzón           | José Carlos Déniz  | Peugeot 306 Maxi          | 2:27:03 | +1:12      |
| 3.   | Jesús Puras           | Marc Martí         | Citroën Xsara Kit Car     | 2:29:24 | +3:33      |
| 4.   | Manuel Senra          | Faustino Suárez    | Peugeot 306 Maxi          | 2:33:35 | +7:44      |
| 5.   | Roberto Blach         | Juan Carlos Dorado | Mitsubishi Lancer Evo VI  | 2:36:26 | +10:35     |
| 6.   | Sergio Vallejo        | Diego Vallejo      | Fiat Punto Kit Car        | 2:36:51 | +11:00     |
| 7.   | Ignacio Sanfilippo    | Ezequiel Nazábal   | Mitsubishi Lancer Evo VI  | 2:37:32 | +11:41     |
| 8.   | Joan Vinyes           | Xavier Lorza       | SEAT Ibiza GTi 16V Júnior | 2:39:32 | +13:41     |
| 9.   | Javier Azcona         | Mario González     | Peugeot 106 Maxi          | 2:42:17 | +16:26     |
| 10.  | Miguel Martínez-Conde | Felipe Alonso      | Renault Clio Sport        | 2:43:54 | +18:03     |